# Osgodby, Barlby with Osgodby
Osgodby är en by i civil parish Barlby with Osgodby, i kommunen North Yorkshire, i grevskapet North Yorkshire, i England. Byn är belägen 3 km från Selby. Byn hade 826 invånare år 2021. Osgodby var en civil parish 1866–1935 när blev den en del av Barlby. Civil parish hade 294 invånare år 1931. Byn nämndes i Domedagsboken (Domesday Book) år 1086, och kallades då Ansgotebi/Ansgotesbi.